# Ministerio del Poder Popular para la Agricultura y Tierras
El Ministerio del Poder Popular para la Agricultura y Tierras es uno de los organismos que conforman el gabinete ejecutivo del gobierno venezolano. El ministerio concentra competencias en temas de agricultura, ganadería, repartición de tierras ilícitas, sub-usadas y latifundios.
El ministerio, a través del Instituto Nacional de Tierras (INTI), se encarga de realizar las expropiaciones a tierras propias para la ganadería en subuso o en condiciones legales irregulares, como el famoso caso del Hato "La Marqueseña," en el Estado Barinas, al occidente de Venezuela. Hasta 1999 se llamaba Ministerio de Agricultura y Cría (MAC). Desde entonces hasta 2007 se hacía llamar simplemente Ministerio de Agricultura y Tierras (MAT).

## Estructura
- Viceministerio de Agricultura
- Viceministerio de Producción Agrícola Pecuaria
- Viceministerio de Producción Agrícola Vegetal

### Órganos y Entes Adscritos
- Banco Agrícola de Venezuela (BAV)
- Instituto Nacional de Tierras (INTI)
- Gran Misión Del Agro
- Corporación Venezolana de Alimentos (CVAL)
- Instituto Nacional de Salud Agrícola Integral (INSAI)
- Instituto Nacional de la Pesca y Acuicultura
- Instituto Nacional de Investigaciones Agrícolas (INIA)
- Procuraduría Agraria Nacional
- Fundación Tierra Fértil
- Fundación de Capacitación e Innovación para Apoyar la Revolución Agraria (CIARA)
- CVA Empresa de Mecanizado Agrícola y Transporte "Pedro Camejo" S.A.

## Ministros
| Ministros de Agricultura de Venezuela | Ministros de Agricultura de Venezuela | Ministros de Agricultura de Venezuela        |
| Nombre                                | Período                               | Presidente                                   |
| ------------------------------------- | ------------------------------------- | -------------------------------------------- |
| Juan Enrique París                    | 1931                                  | Juan Vicente Gómez                           |
| Henrique Toledo Trujillo              | 1931 - 1935                           | Juan Vicente Gómez                           |
| Alberto Adriani                       | 1936                                  | Eleazar López Contreras                      |
| Alfonso Mejía                         | 1936 - 1937                           | Eleazar López Contreras                      |
| Hugo Parra Pérez                      | 1937 - 1938                           | Eleazar López Contreras                      |
| Amenodoro Rangel Lamus                | 1938 - 1939                           | Eleazar López Contreras                      |
| Alfonso Mejía                         | 1939 - 1941                           | Eleazar López Contreras                      |
| Alejandro Fuenmayor                   | 1941                                  | Isaías Medina Angarita                       |
| Gustavo Herrera                       | 1941 - 1943                           | Isaías Medina Angarita                       |
| Rafael Vegas                          | 1943 - 1945                           | Isaías Medina Angarita                       |
| Eduardo Mendoza Goiticoa              | 1945 - 1947                           | Rómulo Betancourt                            |
| Ricardo Montilla                      | 1947 - 1948                           | Rómulo Betancourt Rómulo Gallegos            |
| Pedro José Lara Peña                  | 1950 - 1952                           | Germán Suárez Flamerich                      |
| Alberto Arvelo Torrealba              | 1952 - 1953                           | Germán Suárez Flamerich Marcos Pérez Jiménez |
| Armando Tamayo Suárez                 | 1953 - 1958                           | Marcos Pérez Jiménez                         |
| Luis Sánchez Mogollón                 | 1958                                  | Marcos Pérez Jiménez                         |
| Víctor Giménez Landínez               | 1959 - 1963                           | Rómulo Betancourt                            |
| Miguel Rodríguez Viso                 | 1963 - 1964                           | Rómulo Betancourt                            |
| Alejandro Osorio                      | 1964 1966 - 1969                      | Raúl Leoni                                   |
| Juan José Palacios                    | 1964 - 1965                           | Raúl Leoni                                   |
| Pedro Segnini La Cruz                 | 1965 - 1966                           | Raúl Leoni                                   |
| Jesús López Luque                     | 1969 - 1971                           | Rafael Caldera                               |
| Daniel Scott Cuervo                   | 1971 - 1972                           | Rafael Caldera                               |
| Miguel Rodríguez Viso                 | 1972 - 1974                           | Rafael Caldera                               |
| Froilán Álvarez Yépez                 | 1974                                  | Rafael Caldera                               |
| Luis José Oropeza                     | 1974 - 1975                           | Carlos Andrés Pérez                          |
| Carmelo Contreras Barboza             | 1975                                  | Carlos Andrés Pérez                          |
| Gustavo Pinto Cohén                   | 1975 - 1979                           | Carlos Andrés Pérez                          |
| Luciano Valero                        | 1979 - 1981                           | Luis Herrera Campíns                         |
| José Luis Zapata Escalona             | 1981 - 1982                           | Luis Herrera Campíns                         |
| Nidia Villegas                        | 1982 - 1984                           | Luis Herrera Campíns                         |
| Felipe Gómez Álvarez                  | 1984 - 1988                           | Jaime Lusinchi                               |
| Wenceslao Mantilla                    | 1988 - 1989                           | Jaime Lusinchi                               |
| Fanny Bello                           | 1988 - 1989                           | Carlos Andrés Pérez                          |
| Eugenio de Armas                      | 1989 - 1990                           | Carlos Andrés Pérez                          |
| Jonathan Coles Ward                   | 1990 - 1993                           | Carlos Andrés Pérez                          |
| Pedro Luis Urriola                    | 1993                                  | Carlos Andrés Pérez                          |
| Hiram Gaviria                         | 1993 - 1994                           | Ramón José Velasquez                         |
| Ciro Añez Fonseca                     | 1994 - 1995                           | Rafael Caldera                               |
| Raúl Alegrett Ruiz                    | 1995 - 1998                           | Rafael Caldera                               |
| Ramón Ramírez López                   | 1998 - 1999                           | Rafael Caldera                               |
| Alejandro Riera                       | 1999                                  | Hugo Chávez                                  |
| J.J. Montilla                         | 1999 - 2000                           | Hugo Chávez                                  |
| Luisa Romero                          | 2000 - 2002                           | Hugo Chávez                                  |
| Efrén Andrade                         | 2002 - 2003                           | Hugo Chávez                                  |
| Arnoldo Márquez                       | 2003 - 2004                           | Hugo Chávez                                  |
| Antonio Albarrán                      | 2004 - 2006                           | Hugo Chávez                                  |
| Elías Jaua                            | 2006 - 2010 2012 - 2013               | Hugo Chávez                                  |
| Juan Carlos Loyo                      | 2010 - 2012 2013                      | Hugo Chávez Nicolás Maduro                   |
| Yván Gil                              | 2013 - 2014 2015 - 2016               | Nicolás Maduro                               |
| Juan Jose Olmos Morillo               | 2015                                  | Nicolás Maduro                               |
| José Luis Berroterán                  | 2014 - 2015                           | Nicolás Maduro                               |
| Wilmar Castro Soteldo                 | 2016 - 2019                           | Nicolás Maduro                               |
| Menry Fernández                       | 2024 - 2025                           | Nicolás Maduro                               |
| Julio León Heredia                    | 2025 -                                | Nicolás Maduro                               |